# 刘霖 (乾隆进士)
刘霖（?—?），甘肃中卫人，清朝政治人物。

## 生平
乾隆四年（1739年）己未科進士。乾隆二十二年八月，接替鄭鴻任。攝任江蘇荆溪縣知縣。后由李霖接任。乾隆二十三年（1758年）七月暫署江蘇金山縣知縣，十月去職。次年任宝山县知县，乾隆二十五年（1760年）由李长青接任。